# Vu (rivista)
La rivista illustrata Vu, venne pubblicata dal 21 marzo 1928 al 29 maggio 1940 ed uscì per 638 numeri.

## Storia della rivista
La rivista precorse i tempi, ricorrendo alla stampa della fotografia in maniera massiccia soprattutto come narrazione di eventi, come se essa potesse essere "oggettiva" nella visione delle cose del mondo. Tutte le sezioni furono occupate da immagini, come una sorta di notiziario settimanale degli avvenimenti. Dal 1928 si distinse per i suoi reportage fotografici su un soggetto stabilito in precedenza affidato ad un unico fotografo. Nel 1940, il conflitto si fece sempre più acuto tra gli azionisti della rivista e il direttore Lucien Vogel. Il contendere si concentrò dell'orientamento politico che il giornale avrebbe dovuto tenere in relazione alla dittatura di Francisco Franco dopo il termine della guerra civile spagnola. Vogel venne licenziato e la rivista fu chiusa.

## Contenuti

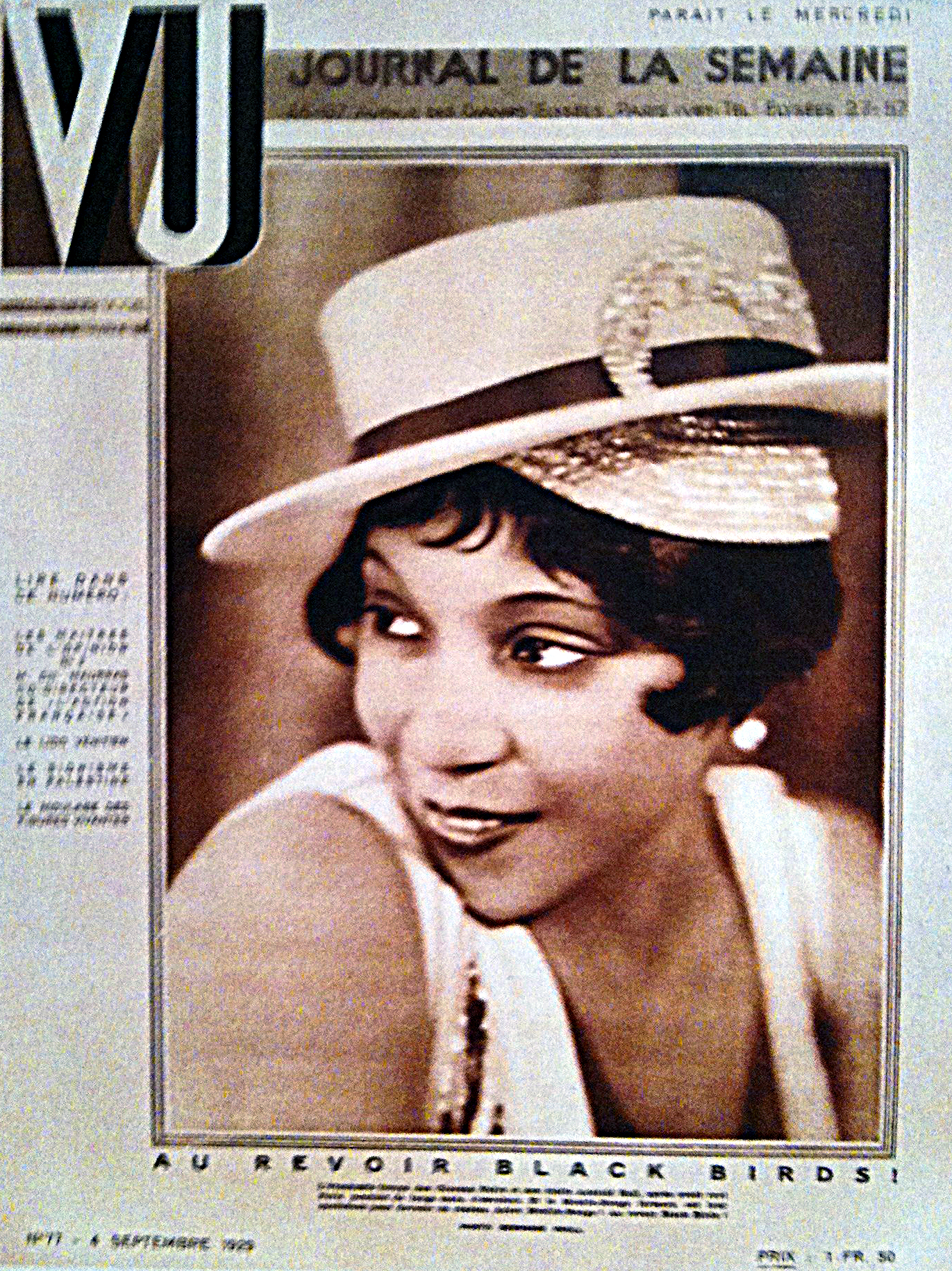
Copertina del n. 77, 4/9/1929, con Adelaide Hall, protagonista di uno spettacolo al Moulin Rouge

Ispiratasi alla rivista tedesca Berliner Illustrirte Zeitung, presentava un'estetica genericamente costruttivista, ma era innovativa nella sua struttura compositiva, in particolare nelle pagine doppie dove, a partire dal 1932, grazie alle tecniche del rotocalco e all'utilizzo di pellicole trasparenti, fu possibile realizzare accostamenti dinamici.
Sul piano artistico, che già in precedenza aveva praticato il fotomontaggio (usato dal fotografo Marcel Ichac), la linea editoriale, affidata dal 1933 ad Alexander Liberman, previde un grande formato, una grafica moderna e un layout affascinante.
La rivista pubblicò numeri speciali sull'URSS (1931), illustrata dallo stesso Vogel, anche lui fotografo; sulla Germania (L'énigme Allemande, 1932); sull'ascesa della tecnologia (Fin d'une civilisation, 1933), sulla Cina (Interrogatoire de la Chine, 1934), sulla Spagna (VU en Espagne, 1936). L'orientamento politico del giornale era chiaramente contro il fascismo, il franchismo e il nazionalsocialismo. 
Nel maggio 1933 Vu fu la prima rivista a mostrare le immagini dei campi di concentramento tedeschi di Dachau e Oranienburg, fotografate dalla figlia di Lucien, Marie-Claude Vaillant-Couturier. In seguito la ragazza sposò il caporedattore del quotidiano L'Humanité, Paul Vaillant-Couturier, il quale fu arrestato e deportato ad Auschwitz e testimoniò come testimone al Processo di Norimberga.

## Fotografi
Tra i fotografi che a vario titolo collaborarono con la rivista, ci furono Henri Cartier-Bresson, André Kertész, Brassaï, Germaine Krull, Robert Capa, Gerda Taro, Marcel Ichac, Man Ray, Eli Lotar, Laure Albin-Guillot, James Abbe, Berenice Abbott, Margaret Bourke-White, François Kollar.